# 大悲拳
大悲拳，又稱大悲陀羅尼拳，北京武術，為中國武術流派之一。

## 源流
據中华书局1937年出版的《大悲陀罗尼拳图说》等書記載，這門拳法是奇云和尚偶遇隐衲，授以无名神拳，后拜诵大悲陀罗尼仟，顿悟与隐衲所授拳式触通，更访武术高僧，竟悉佛门有大悲陀罗尼拳，乃发愿传渡”。至 20 世纪 60 年代，还俗的奇云和尚与河北的孙智义最先在京传授大悲拳，并逐渐流傳開來。

## 介紹
大悲拳是佛門的拳種，一共有八十三式，與佛經大悲咒對應，一式一咒，重在練習神意氣的化合，用意不用力，大悲拳也是佛門密宗的修持法門，透過形象的運動，達到提神健體的效果。

## 來源
1. ↑   (PDF).   [2023-01-04]. （原始内容存档 (PDF)于2023-01-17）.
2. ↑  王錫森《八十三式大悲拳》
3. ↑  張希貴《大悲拳》